# Camilo Cifuentes
Camilo Ernesto Cifuentes Cortez (Popayán, Cauca, Colombia, 27 de abril de 1971) es un humorista y médico colombiano conocido por los más de 100 personajes imitados y por las actuaciones en los programas Día a día, Festival Internacional del Humor entre otros.

## Biografía
Camilo Cifuentes nació en Popayán, Cauca. Desde la infancia mostró su gran faceta humorística imitando a familiares, compañeros de colegio, vecinos, autoridades locales y otros que a su gusto le llamaran la atención, desarrollando y perfeccionando con el paso de los años su don de imitar, cantar y hacer reír. Es médico de profesión y ejerció durante siete años y de manera alterna y esporádica continuó realizando sus imitaciones. 
En su etapa estudiantil fundó el grupo de teatro, en la Universidad del Cauca. Gracias a su talento e ingenio, elementos que siempre han estado presentes en su vida, y buscando un espacio apropiado para dar rienda a su aptitud, conforma su primer grupo de humor a través del cual, y de sus inigualables interpretaciones de múltiples personajes, llega a conocer a Crisanto Vargas "Vargasvil", y a Saulo García, integrante del grupo 'Los marinillos', quienes lo vincularon de manera inmediata al mundo del espectáculo y del humor profesional. Fue integrante de varios programas de show humorístico, ganador en cuatro ocasiones en Sábados felices y ha sido catalogado por la crítica como el mejor show de imitaciones del momento. Ha recorrido gran cantidad de escenarios de Colombia y del resto de América.

## Televisión
- Voy por ti, juega por mí (2023) - Participante[3]
- La vuelta al mundo en 80 risas (2022) - Participante[4]
- Felices los cuatro (2021) - Carlos Olanos Costa Orozco 'Coco'
- La Banda Francotiradores Canal RCN de 2001 a 2007
- El gran Show Canal RCN 2007
- Hay Con Quien . CityTV 2009
- En Buena Hora CityTV 2016
- Felices los cuatro Canal 1 2021
- Voces en Noticiero NP& con Los Reencauchados. 2010 a 2013
- Día a día
- Festival Internacional del Humor 2014 - Participante
- Festival Internacional del Humor 2013 - Participante
- Yo me llamo 2 - Asesor
- Yo me llamo 3 - Asesor
- Yo me llamo, la conquista de América - Asesor
- Tu cara me suena - Jurado
- Anexo: yo me llamo 4 - asesor
- Humorista invitado a las parodias del programa Sábados Felices ( Parodia de El -Desatino como Tino , Ninja y Osmin ).
- Integrante del elenco del Programa Voz Populi TV desde 2016 hasta la actualidad .
- Fue parte del elenco de humoristas e imitador de la emisora Candela de 2009 a 2013.
- Integrante del elenco de Voz Populi de la emisora Blu Radio desde 2013 hasta la actualidad .
- En el año 2016 actuación especial en la película El Agente Ñero Ñero 7.
- actuación especial en el 2017 en la segunda película del Agente Ñero Ñero 7 Operación Jungla.
- Aquí no hay quién viva (2008) - Álvaro Uribe Vélez